# Гавры (Красногородский район)
Гавры — деревня в Красногородском районе Псковской области России. Входит в состав Красногородской волости.

## География
Расположена на центральной части района, на берегах реки Ключеватка, в 9 км к северо-западу от районного центра, посёлка Красногородск.

## Население
| 2001 | 2002 | 2010 |
| ---- | ---- | ---- |
| 100  | ↘80  | ↘38  |

Численность население деревни по оценке на начало 2001 года составляла 100 жителей.